# Nikolaj Latyš
Nikolaj Ivanovyč Latyš (in russo Николай Иванович Латыш?, in ucraino Микола Іванович Латиш?, Mykola Ivanovyč Latyš, angl. Nikolai Ivanovich Latysh; Oleksandrija, 2 agosto 1955) è un allenatore di calcio ed ex calciatore ucraino, fino al 1991 sovietico, di ruolo centrocampista.

## Carriera
Inizia la sua carriera nello Shakhter Alexandria prima di arrivare allo Zvezda Kirovograd nel 1973. Nel 1976 passa allo Shakhtar Donetsk, facendosi notare nel 1978, quando sigla 11 reti in 28 giornate nella massima serie sovietica, terzo tra i marcatori stagionali. L'anno seguente viene acquistato dalla Dinamo Mosca ma non riesce a ripetere le prestazioni di Donetsk. Dopo cinque stagioni ritorna a Kirovograd, trasferendosi allo Spartak Mosca nel 1986, prima di fare nuovamente ritorno a Kirovograd. Successivamente vive esperienze nelle divisioni minori del calcio sovietico con Arsenal Tula e Druzhba, concludendo la sua esperienza da calciatore allo Zvezda Kirovograd nel 1991, stagione vissuta da giocatore-allenatore.
Totalizza 164 partite e 31 gol nella massima divisione sovietica, 4 incontri in Coppa UEFA e 3 presenze nella Coppa delle Coppe UEFA.
Inizia la sua esperienza da allenatore nel biennio al Druzhba, prima di assumere il ruolo di giocatore-allenatore nello Zvezda Kirovograd. In seguito diviene il vice-allenatore della Dinamo Mosca, dell'Alania, della Russia Under-21 e del CSKA Mosca.